# Frankrijk op de Olympische Winterspelen 1960
Tijdens de Olympische Winterspelen van 1960, die in Squaw Valley (Verenigde Staten) werden gehouden, nam Frankrijk voor de achtste keer deel.

## Medailleoverzicht
| Sport       | Olympiër      | Discipline   | Medaille |
| ----------- | ------------- | ------------ | -------- |
| Alpineskiën | Jean Vuarnet  | afdaling (m) | Goud     |
| Alpineskiën | Guy Périllat  | afdaling (m) | Brons    |
| Alpineskiën | Charles Bozon | slalom (m)   | Brons    |

## Deelnemers en resultaten

### Alpineskiën
| Olympiër          | Discipline       | Resultaat | Prestatie                    |
| ----------------- | ---------------- | --------- | ---------------------------- |
| François Bonlieu  | reuzenslalom (m) | 11e       | 1.51,2 (+2,9)                |
| François Bonlieu  | slalom (m)       | dq        | diskwalificatie              |
| Charles Bozon     | afdaling (m)     | 8e        | 2.09,6 (+3,6)                |
| Charles Bozon     | reuzenslalom (m) | 9e        | 1.51,0 (+2,7)                |
| Charles Bozon     | slalom (m)       | Brons     | 2.10,4 (+1,5) 1.09,8+1.00,6  |
| Adrien Duvillard  | afdaling (m)     | dq        | diskwalificatie              |
| Adrien Duvillard  | reuzenslalom (m) | 10e       | 1.51,1 (+2,8)                |
| Adrien Duvillard  | slalom (m)       | dq        | diskwalificatie              |
| Guy Périllat      | afdaling (m)     | Brons     | 2.06,9 (+0,9)                |
| Guy Périllat      | reuzenslalom (m) | 6e        | 1.50,7 (+2,4)                |
| Guy Périllat      | slalom (m)       | 6e        | 2.11,8 (+2,9) 1.11,0+1.00,8  |
| Jean Vuarnet      | afdaling (m)     | Goud      | 2.06,0                       |
|                   |                  |           |                              |
| Arlette Grosso    | afdaling (v)     | 14e       | 1.44,2 (+6,6)                |
| Arlette Grosso    | reuzenslalom (v) | 18e       | 1.43,9 (+4,0)                |
| Arlette Grosso    | slalom (v)       | 22e       | 2.06,8 (+17,2) 1.07,5+59,3   |
| Anne-Marie Leduc  | reuzenslalom (v) | 8e        | 1.41,5 (+1,6)                |
| Anne-Marie Leduc  | slalom (v)       | 17e       | 2.03,5 (+13,9) 58,6+1.04,9   |
| Marguerite Leduc  | afdaling (v)     | 18e       | 1.45,6 (+8,0)                |
| Marguerite Leduc  | slalom (v)       | 19e       | 2.04,6 (+15,0) 1.02,2+1.02,4 |
| Thérèse Leduc     | afdaling (v)     | 14e       | 1.44,2 (+6,6)                |
| Thérèse Leduc     | reuzenslalom (v) | 7e        | 1.40,8 (+0,9)                |
| Thérèse Leduc     | slalom (v)       | 4e        | 1.57,4 (+7,8) 59,2+58,2      |
| Janine Monterrain | afdaling (v)     | 38e       | 2.03,0 (+25,4)               |
| Janine Monterrain | reuzenslalom (v) | 13e       | 1.42,4 (+2,5)                |

### Biatlon
| Olympiër        | Discipline | Resultaat | Prestatie                               |
| --------------- | ---------- | --------- | --------------------------------------- |
| René Mercier    | 20 km (m)  | 22e       | 1:56.13,2 (+22.51,6) pen.: 15 (4-4-2-5) |
| Victor Arbez    | 20 km (m)  | 25e       | 2:01.58,4 (+28.36,8) pen.: 18 (4-5-5-4) |
| Gilbert Mercier | 20 km (m)  | 27e       | 2:03.16,6 (+30.55,0) pen.: 17 (4-4-4-5) |
| Paul Romand     | 20 km (m)  | 28e       | 2:04.48,4 (+31.26,8) pen.: 18 (5-5-4-4) |

### Kunstrijden
| Olympiër (deelname) | Discipline | Resultaat | Prestatie                  |
| ------------------- | ---------- | --------- | -------------------------- |
| Alain Giletti       | mannen     | 4e        | pc. 31,0; 1399,200 punten  |
| Alain Calmat        | mannen     | 6e        | pc. 54,0; 1340,300 punten  |
| Nicole Hassler      | vrouwen    | 11e       | pc. 97,0; 1272,600 punten  |
| Danielle Rigoulot   | vrouwen    | 13e       | pc. 107,0; 1253,800 punten |

### Langlaufen
| Olympiër                                                | Discipline            | Resultaat | Prestatie                                                   |
| ------------------------------------------------------- | --------------------- | --------- | ----------------------------------------------------------- |
| Victor Arbez                                            | 15 km (m)             | 26e       | 55.41,1 (+3.45,6)                                           |
| Benoît Carrara                                          | 15 km (m)             | 25e       | 55.38,5 (+3.43,0)                                           |
| René Mandrillon                                         | 15 km (m)             | 29e       | 56.01,5 (+4.06,0)                                           |
| René Mandrillon                                         | 30 km (m)             | 25e       | 2:02.05,3 (+11.01,4)                                        |
| Jean Mermet                                             | 15 km (m)             | 21e       | 54.42,3 (+2.46,8)                                           |
| Jean Mermet                                             | 30 km (m)             | 19e       | 1:58.57,9 (+7.54,0)                                         |
| Victor Arbez René Mandrillon Benoît Carrara Jean Mermet | 4x10 km estafette (m) | 7e        | 2:26.30,8 (+7.45,2) (36.50,0 / 36.46,0 / 36.41,0 / 36.13,8) |

### Schaatsen
| Olympiër          | Discipline   | Resultaat | Prestatie       |
| ----------------- | ------------ | --------- | --------------- |
| Raymond Gilloz    | 500 m (m)    | 18e       | 42,0 (+1,8)     |
| Raymond Gilloz    | 1500 m (m)   | 10e       | 2.14,2 (+3,8)   |
| Raymond Gilloz    | 5000 m (m)   | 10e       | 8.11,5 (+20,2)  |
| André Kouprianoff | 500 m (m)    | 15e       | 41,5 (+1,3)     |
| André Kouprianoff | 1500 m (m)   | 8e        | 2.13,3 (+2,9)   |
| André Kouprianoff | 5000 m (m)   | 9e        | 8.10,4 (+19,1)  |
| André Kouprianoff | 10.000 m (m) | 11e       | 16.39,1 (+52,5) |
|                   |              |           |                 |
| Françoise Lucas   | 500 m (v)    | 13e       | 48,3 (+2,4)     |
| Françoise Lucas   | 1000 m (v)   | 14e       | 1.38,4 (+4,3)   |
| Françoise Lucas   | 1500 m (v)   | 17e       | 2.36,6 (+11,4)  |
| Françoise Lucas   | 3000 m (v)   | 15e       | 5.42,5 (+28,2)  |

### Schansspringen
| Olympiër          | Discipline | Resultaat | Prestatie                  |
| ----------------- | ---------- | --------- | -------------------------- |
| Claude Jean-Prost | mannen     | 26e       | 196,8 punten (84,5+75,5 m) |
| Régis Robert Rey  | mannen     | 38e       | 179,3 punten (78,0+72,0 m) |

Argentinië · Australië · Bulgarije · Canada · Chili · Denemarken · Duits eenheidsteam · Finland · Frankrijk · Groot-Brittannië · Hongarije · IJsland · Italië · Japan · Libanon · Liechtenstein · Nederland · Nieuw-Zeeland · Noorwegen · Oostenrijk · Polen · Sovjet-Unie · Spanje · Tsjecho-Slowakije · Turkije · Verenigde Staten · Zuid-Afrika · Zuid-Korea · Zweden · Zwitserland